# José Vicente Bustillos
José Vicente Bustillos Maceira (Valparaíso, 1800-1873) fue un farmacólogo, político y profesor universitario chileno.

## Familia
Primogénito del matrimonio formado por José Manuel Bustillos —quien había arribado a Valparaíso en 1790 y era oriundo de Cádiz; en 1817 tuvo que emigrar de Chile a causa de la revolución que comenzara en 1810 y no volvió al país hasta 1822— y Francisca Maceira Morales, quienes tuvieron además otros cinco hijos: dos varones, Juan y Rafael, y tres mujeres —una de ellas, Francisca Javiera, fue madre de Nataniel Cox—.

## Formación
Bustillos recibió sus primeras enseñanzas en la escuela mercedaria de fray Antonio Briceño. En 1817 ingresó al colegio dirigido por los padres de Santo Domingo, destacando en filosofía y en latín. El 19 de julio ingresó al Instituto Nacional donde estuvo hasta 1821. Tuvo allí como profesor al presbítero José Alejo Bezanilla, entusiasta por las ciencias, y de quien recibió lecciones de física (aunque incompletas), astronomía y mecánica, ramos por los cuales sentía una gran afición.
Una grave enfermedad lo privó de poder continuar sus estudios en forma regular, debiendo dejar el Instituto. Una vez restablecido de su dolencia, se encontró que la falta de su padre en el hogar y la ausencia de otros miembros de su familia, confinados fuera del país, le obligaban a buscar recursos para su sustento y el de su familia. Entonces se empleó como dependiente de la botica que poseía el doctor inglés Nataniel Cox, quien había contraído matrimonio con su hermana, Francisca Javiera.
Aquí fue donde se formó Bustillos. Su perseverancia y gran interés por el estudio le granjearon la simpatía del doctor Cox, quien le prestó todo su apoyo y cariño para dirigirle y enseñarle los secretos de las ciencias naturales. Aquí Bustillos estudió química aprovechando el escaso tiempo libre que disponía para leer los libros que tenía su patrón ya que en los colegios no se enseñaba aún este ramo por carecer de los aparatos y útiles necesarios para el aprendizaje. Poco a poco fue adentrándose en los secretos de la profesión farmacéutica hasta que muy pronto fue un hábil químico y propietario de una botica que instaló en 1827, que mantuvo hasta el año 1840.

## Docencia
En 1827, abrió un cursillo de química orgánica para los alumnos que se dedicaban al estudio de la medicina en el Instituto Nacional.
En 1828, Claudio Gay arribó a Chile procedente de Francia con el objeto de enseñar ciencias físicas y naturales. Las características de un territorio casi virgen le entusiasmaron a tal extremo que solicitó al Gobierno le financiara una expedición para recorrer el país. Diego Portales accedió a esta petición y con fecha 14 de septiembre de 1830 firmó un contrato con el naturalista francés, mediante el cual este se comprometió a estudiar y a dar a conocer en tres años y medio la geografía física y estadística de Chile, sus producciones nacionales y sus condiciones agrícolas e industriales, y también a formar un museo con los objetos recogidos en sus expediciones.
El Gobierno financió además el impreso de una obra que escribiría el científico. Vicente Bustillos tomó parte en esta expedición científica a través del país, teniendo el honor de ser ayudante del naturalista. Al mismo tiempo, como miembro de la Comisión Científica encargada de evaluar el trabajo de la expedición, elaboró un informe que publicó en El Araucano el 15 de julio de 1836.
En 1833, junto con el inicio del año escolar, comenzó su nueva e infatigable labor de enseñanza. En sus primeras lecciones tomó como base el programa de Louis Jacques Thénard y poco después adoptó el sistema de Justus von Liebig, que fueron también la pauta para sus textos de química y farmacia que escribió años más tarde.

## Vida política
Hombre de convicciones, hombre de corazón, no podía ser indolente espectador en la política. Para Bustillos no había en el mundo más que dos bandos, dos partidos: el de los buenos y el de los malos; es decir, el de los que profesan la religión de Cristo, la acatan, la obedecen y quieren verla triunfante, y el de los que la niegan, la burlan y la persiguen; el de los que de veras aman la verdadera libertad y el de los que, crucificando ésta, alzan altares  a la licencia, a la perturbación y al desquiciamiento social.
Las acciones de Bustillos se deben entender insertas en la época que le correspondió vivir. El país recién se reorganizaba en su vida constitucional y las tendencias imperantes, liberal y conservadora, alineaban en sus filas a la intelectualidad de la época, ubicándose Bustillos siempre al lado de aquello que él consideraba justo. Poseía ideas conservadoras y él solo fue consecuente con esta manera de pensar.
La activa participación en la Constitución de 1833 se puede considerar como su  accionar más importante en la vida política de este boticario. Elegido miembro de la Gran Convención, puso su firma en la Carta Constitucional de la República en 1833.
En 1840 fue elegido nuevamente diputado por Coelemu, pero ya desalentado por los sinsabores y amarguras que le había deparado la actividad política, se retiraba a la vida privada dedicándose con mayor ahínco al estudio y enseñanza de esa ciencia que había hecho su profesión: farmacéutico.
Electo diputado propietario por San Fernando, periodo 1834 a 1837; integró la Comisión Permanente de Educación y Beneficencia y la Calificadora de Peticiones. Reelegido diputado propietario por San Fernando, periodo 1837 a 1840; integró la Comisión Permanente de Constitución y la Eclesiástica. Nuevamente elegido diputado, pero esta vez por Coelemu, periodo 1840 a 1843. El 11 de agosto de 1841, se incorporó en su reemplazo, su suplente, mientras usaba de licencia. Electo diputado suplente por Cauquenes, periodo 1855 a 1858; no se incorporó a la Cámara de Diputados.

## Sociedad Farmacéutica de Santiago
La inquietud de un grupo de farmacéuticos, encabezados por don José Vicente Bustillos, de reunir a los boticarios de la capital en torno a una Sociedad que defendiera y dignificara la profesión se vio encauzada el 5 de agosto de 1859 cuando en casa de uno de ellos se echaban las bases de la futura organización que quedaba constituida por los firmantes de los estatutos que regirían a la flamante institución.
Pero los inconvenientes de las agitaciones políticas de la época no permitieron a la Sociedad surgir inmediatamente tal como hubiesen querido sus integrantes. La paz alcanzada más tarde por la República permitió que en 1862 se acordara definitivamente ocuparse de esta idea.
El 5 de agosto de 1863 el gobierno aprobaba la sociedad y los estatutos quedando constituido el directorio por los socios que habían estado presentes en la elaboración y discusión de estos. Este primer directorio era el siguiente: José Vicente Bustillos, presidente; Ángel Segundo Vázquez, vicepresidente; Nicolás Díaz de la Vega; José García Hermosín; Juan Segundo Miguel; Domingo Matorras; J.Miguel Saavedra; Buenaventura Bassols; Joaquín Mateluna; Manuel Delgadillo; Damián Miquel, médico-farmacéutico; Isidro Salinas, tesorero; Eusebio Vásquez; Antonio León; Agustín Durán, prosecretario; Manuel A. Mardones, secretario.
En la sesión del 8 de junio de 1863, el vicepresidente de la Sociedad, don Ángel Vázquez se refería al retiro obligado de su presidente, don Vicente Bustillos. En un discurso, pronunciado a los socios farmacéuticos decía:
“Un inmenso vacío que la sociedad no había llenado, dejaba aun incompleta su formación y personal. Un ilustre profesor, el Padre de la Farmacia Chilena, no hacía parte de ella. Sus enfermedades, su retiro  a la vida privada le habían alejado, hacía tiempo, de la tarea de la profesión y de la ciencia, que con tanto anhelo ha cultivado siempre. Mejorada su salud, le habéis visto correr con el celo y ardor de un entusiasta de la ciencia a poner su voluntad y su saber al servicio de la Sociedad. La Sociedad se honra altamente de contarlo entre sus miembros: al elegirlo presidente, ha cumplido su deber. Su presidencia le dará un nuevo impulso. El ejemplo del antiguo maestro de los socios será un poderoso estímulo (discurso del expresidente de la Sociedad de Farmacia de Santiago, Ángel Vázquez, en sesión del 8 de junio de 1863)

## Publicaciones
Con ocasión de la inauguración del curso de química en el Instituto Nacional, El Araucano del 12 de abril de 1833 publicó una alocución suya en la apertura del curso. En la edición de El Araucano del 15 de julio de 1836, se publicó el informe Nota sobre el viaje científico de don Claudio Gay. Siendo profesor de química y botánica del Instituto Nacional, en 1837 publicó una memoria sobre la importancia de las ciencias naturales, donde hace una descripción de la yerba del lagarto, muy estimada por el pueblo a causa de sus propiedades medicinales. En 1838, tradujo al español la segunda parte de la tercera edición de la Historia de las Enfermedades Observadas en el Ejército Grande de Francia en las Campañas de Rusia y de Alemania en 1813. 
También en “El Araucano” del 13 de agosto de 1841 encontramos el Análisis del agua de los manantiales. 
En 1846, en el Tomo 3°, pág. 209, de los Anales de la Universidad de Chile, publicó una memoria con el título de “Carnes”. Sustancia útil para conservarla fresca en el ácido piroleñoso. En el año anterior, 1845, había presentado esta memoria a la Facultad de Ciencias Físicas.
En 1850, siempre en los Anales, tomo 7°, pág. 277, escribe sobre Geología, Meteorología e historia Natural de Chile. En 1851 apareció su texto de enseñanza, aprobado por la Universidad de Chile, titulado: “Elementos de Química Orgánica aplicada a la Medicina y Farmacia”, siendo este el primer texto científico publicado en Chile.

## Dedicatoria
Avellanita bustillosi le fue dedicada por Philippi